# Igor Železovskij
Igor Nikolajevič Železovskij (rusky И́горь Никола́евич Железо́вский, bělorusky Ігар Мікалаевіч Жалязоўскі, Ihar Mikalajevič Žaljazoŭski; 1. července 1963 Orša, Běloruská SSR – 12. června 2021 Minsk) byl sovětský a běloruský rychlobruslař.
Na velkých mezinárodních závodech debutoval v roce 1982, kdy získal na Mistrovství světa juniorů stříbrnou medaili. Na svém prvním seniorském sprinterském světovém šampionátu v roce 1985 vybojoval zlato, které o rok později obhájil. Roku 1985 také nastoupil do premiérového ročníku Světového poháru. Startoval na Zimních olympijských hrách 1988, kde získal bronzovou medaili v závodě na 1000 m, na poloviční trati byl šestý, na patnáctistovce čtvrtý. Další cenné kovy ze sprinterských mistrovství světa přivezl v letech 1989–1993, jednalo se o čtyři zlaté a jednu bronzovou medaili. V sezónách 1990/1991, 1991/1992 a 1992/1993 zvítězil v celkovém hodnocení Světového poháru na trati 1000 m. Zúčastnil se zimní olympiády 1992, nejlépe dobruslil na kilometru (šestý); v závodě na 500 m byl osmý, na distanci 1500 m desátý. Na ZOH 1994 získal stříbro z trati 1000 m, na pětistovce skončil na 10. příčce. V různých disciplínách držel čtyři světové rekordy. Po sezóně 1993/1994 ukončil aktivní sportovní kariéru.
Zemřel 12. června 2021 ve věku 57 let na následky onemocnění covidem-19.